# Powiat Futami
Powiat Futami (jap. 二海郡 Futami-gun) – powiat w Japonii, w prefekturze Hokkaido, w podprefekturze Oshima. W 2024 roku liczył 14 996 mieszkańców.

## Miejscowości
- Yakumo